# Сімоне Індзагі
Сімоне Індзагі (італ. Simone Inzaghi, нар. 5 квітня 1976, П'яченца, Італія) — італійський футболіст, що грав на позиції нападника. По завершенні ігрової кар'єри став тренером.
Більшу частину ігрової кар'єри провів у «Лаціо», з яким виграв ряд національних трофеїв, а також Суперкубок УЄФА. Крім цього провів кілька матчів за національну збірну Італії.
У 2016—2021 був головним тренером ФК «Лаціо», з червня 2025 — головний тренер саудівського клубу «Аль-Гіляль»}}.

## Клубна кар'єра
Народився 5 квітня 1976 року в місті П'яченца. Вихованець футбольної школи клубу «П'яченца». Не пробившись до основного складу, молодий форвард був відправлений в оренду в «Карпі», в якому провів один сезон, взявши участь у 9 матчах Серії С1. Наступний сезон Сімоне Індзагі провів також на правах оренди у клубі «Новара», який на той момент виступав в Серії С2. У цьому клубі Індзагі забив свій перший гол на дорослому рівні. Два наступних сезони Сімоне Індзагі провів в оренді у нижчолігових клубах «Лумеццане» і «Брешелло».
У 1998 році він повернувся в «П'яченцу», сезон 1998/99 видався для Індзагі дуже вдалим. Сімоне в 30 іграх зумів відзначитися 15 разів і привернув увагу провідних італійських клубів. В підсумку влітку 1999 року Сімоне Індзагі підписав контракт з римським «Лаціо», в якому майже одразу виграє свій перший трофей — Суперкубок УЄФА 1999 року. Загалом перший сезон у складі «орлів» Сімоне провів вдало: Індзагі забив 7 м'ячів у 22 матчах чемпіонату, а також 9 м'ячів в 11 матчах розіграшу Ліги чемпіонів (в тому числі і чотири голи в одній грі проти «Марселя», тим самим повторивши досягнення Марко ван Бастена). В сезоні 1999/00 Сімоне Індзагі у складі «Лаціо» став переможцем Серії А, Кубка та Суперкубка Італії. У цьому ж сезоні Сімоне дебютував і в національній збірній Італії в матчі проти іспанців.
У наступні сезони Сімоне продовжував регулярно грати за римський клуб, проте не був головним голеадором команди, тому вигравши 2004 року другий у кар'єрі Кубок Італії, на початку 2005 року він був відправлений в оренду в «Сампдорію», але його від'їзд був не довгим, і вже наступний сезон він знову почав у складі «Лаціо». Правда, грати він став все менше: за 2 наступних роки він з'явився на полі у матчах Серії А лише 12 разів. Настав час змінити обстановку, і Сімоне перебрався в «Аталанту». Індзагі намагався знову знайти свою гру, але це йому не вдалося: він з'являвся на полі в 19 іграх, але забитими голами не відзначився.
Влітку 2008 року Сімоне Індзагі знову повернувся в «Лаціо», незважаючи на те, що він не був в планах тренера Деліо Россі. У цьому сезоні він забив свій перший м'яч в чемпіонаті з вересня 2004 року у ворота «Лечче», вигравши знову з командою Кубок та Суперкубок Італії. В наступному сезоні 2009/10 він взагалі майже перестав виходити на поле і зігравши 17 січня 2010 року проти «Аталанти» останній матч за клуб, 23 травня 2010 року Індзагі вирішив завершити футбольну кар'єру. Забивши в цілому 55 м'ячів, він став одинадцятим бомбардиром усіх часів в історії «Лаціо».

## Виступи за збірні
1993 року дебютував у складі юнацької збірної Італії, взяв участь у 4 іграх на юнацькому рівні, відзначившись одним забитим голом.
29 березня 2000 року дебютував в офіційних матчах у складі національної збірної Італії під керівництвом Діно Дзоффа в товариській грі з Іспанією (0:2). Сімоне вийшов на 60-й хвилині замість Стефано Фйоре, зігравши разом зі своїм старшим братом Філіппо. Згодом Сімоне зробив ще два виступи за збірну під керівництвом Джованні Трапаттоні, зігравши у товариських матчах Англією (1:0) 15 листопада того ж року і Румунією (2:0) 16 листопада 2003 року.

## Кар'єра тренера
Після завершення ігрової кар'єри, Сімоне залишився в «Лаціо», де став працювати з юнацькими командами.
7 січня 2014 року призначений головним тренером молодіжного складу «Лаціо», з яким в тому ж сезоні виграв Кубок Італії Прімавери, який молодіжка «орлів» до того не вигравала протягом 35 років. Того ж року виграв з командою і Суперкубок Прімавери, вперше в історії «Лаціо». У сезоні 2014/15 він повторив успіх у Кубку, але програв Суперкубок «Торіно».
3 квітня 2016 року, після звільнення Стефано Піолі, Індзагі став виконувачем обов'язків тренера першої команди «Лаціо». Через тиждень дебютував на тренерській лаві в матчі проти «Палермо» (3:0). З 12 очками в 7 матчах він привів «б'янкоселесті» до восьмого місця у чемпіонаті.
Перед сезоном 2016/17 тренером «Лаціо» був призначений Марсело Б'єлса. Однак, оскільки аргентинський спеціаліст залишив свою посаду через менш ніж тиждень після початку роботи, Індзагі був призначений головним тренером на постійній основі. З командою в першому повноцінному сезоні Індзагі зайняв 5 місце, кваліфікувавшись у Лігу Європи, хоча і програв фінал кубка Італії «Ювентусу» (0:2).
7 червня 2017 року він продовжив свій контракт до 2020 року. Після цього Сімоне взяв реванш у «Ювентуса», вигравши Суперкубок Італії (3:2), ставши першим тренером клубу, який виграв трофей і як гравець, і як тренер.
Сезон 2017–18 років розпочалася з високої ноти, оскільки Лаціо переміг «Ювентус» у Суперкубку Італії з результатом (3:2). Команда знову фінішувала п'ятою в Серії А, пропустивши кваліфікацію Ліги чемпіонів у останньому турі, після домашньої поразки «Мілану» з рахунком (2:3).
У сезоні 2018–19 команда здобула Кубок Італії з рахунком (2:0) над «Аталантою», завоювавши сьомий загальний титул і автоматично пройшовши кваліфікацію до групового етапу Ліги Європи УЄФА.
22 грудня 2019 року Індзагі здобув свій другий Суперкубок Італії з «Лаціо» після перемоги (3:1) над «Ювентусом».
На початку квітня 2021 року, команда на невизначений термін залишилася без головного тренера.
3 червня 2021 року очолив міланський «Інтернаціонале», замінивши на посаді його головного тренера Антоніо Конте, підписавши контракт на два роки. У першому сезоні виграв Суперкубок та Кубок Італії, у чемпіонаті Італії клуб фінішував на 2-му місці, поступившись «Мілану». У Лізі чемпіонів «Інтер» програв у 1/8 фіналу від «Ліверпуля» із загальним рахунком 1:2 (0:2, 1:0) за сумою двох зустрічей.
У наступному сезоні «Інтер» знову завоював Суперкубок і Кубок Італії, а також вперше за 13 років вийшов у фінал Ліги чемпіонів, де програв «Манчестер Сіті» з рахунком 0:1. 5 вересня 2023 Індзагі продовжив контракт з «Інтером» до 2025.
У сезоні 2023/24 Індзагі привів «Інтер» до перемоги в чемпіонаті.
У сезоні 2024/25 Індзагі вдруге вивів «Інтер» у фінал Ліги чемпіонів, у якому «чорно-сині» програли французькому клубу «Парі Сен-Жермен» з рахунком 5:0. У чемпіонаті Італії «Інтер» посів 2-ге місце, відставши на 1 очко від «Наполі». У Суперкубку Італії, як і у півфіналі Кубка Італії, програли «Мілану». Таким чином, клуб не виграв жодного трофея вперше з сезону 2019/20. 3 червня 2025 року Індзагі залишив посаду головного тренера «Інтернаціонале».
Наступного дня, 4 червня 2025 року, Індзагі очолив саудівський клуб «Аль-Гіляль», підписавши з ним контракт на 2 роки.

## Особисте життя
Симоне Індзагі є молодшим братом Філіппо Індзагі, який також був футболістом та гравцем збірної Італії, а по завершенні кар'єри став футбольним тренером.
Сімоне має двох дітей: Томмазо (нар. 29 квітня 2001 року) у стосунках з Алессією Маркуцці, з якою Сімоне згодом розійшовся) і Лоренцо (нар. 14 квітня 2013 року) у стосунках з Гайєю Лукаріелло.

## Статистика виступів

### Статистика клубних виступів
| Сезон                | Клуб                 | Чемпіонат | Чемпіонат | Чемпіонат | Національний кубок | Національний кубок | Національний кубок | Континентальні кубки | Континентальні кубки | Континентальні кубки | Інші змагання | Інші змагання | Інші змагання | Усього | Усього |
| Сезон                | Клуб                 | Ліга      | Ігор      | Голів     | Ліга               | Ігор               | Голів              | Ліга                 | Ігор                 | Голів                | Ліга          | Ігор          | Голів         | Ігор   | Голів  |
| -------------------- | -------------------- | --------- | --------- | --------- | ------------------ | ------------------ | ------------------ | -------------------- | -------------------- | -------------------- | ------------- | ------------- | ------------- | ------ | ------ |
| 1993–94              | «П'яченца»           | A         | 0         | 0         | КІ                 | 0                  | 0                  |                      | -                    | -                    |               | -             | -             | 0      | 0      |
| 1994–95              | «П'яченца»           | B         | 0         | 0         | КІ                 | 0                  | 0                  |                      | -                    | -                    |               | -             | -             | 0      | 0      |
| 1994–95              | «Карпі»              | C1        | 9         | 0         | КІ-C               | ?                  | ?                  |                      | -                    | -                    |               | -             | -             | 9      | 0      |
| 1995–96              | «Новара»             | C2        | 23        | 4         | КІ-C               | ?                  | ?                  |                      | -                    | -                    |               | -             | -             | 23     | 4      |
| 1996–97              | «Лумеццане»          | C2        | 23        | 6         | КІ-C               | ?                  | ?                  |                      | -                    | -                    |               | -             | -             | 23     | 6      |
| 1997–98              | «П'яченца»           | A         | 0         | 0         | КІ                 | 1                  | 0                  |                      | -                    | -                    |               | -             | -             | 1      | 0      |
| 1997–98              | «Брешелло»           | C1        | 21        | 10        | КІ+КІ-C            | ?+?                | 0+?                |                      | -                    | -                    |               | -             | -             | 21     | 10     |
| 1998–99              | «П'яченца»           | A         | 30        | 15        | КІ                 | 0                  | 0                  |                      | -                    | -                    |               | -             | -             | 30     | 15     |
| Усього за «П'яченцу» | Усього за «П'яченцу» |           | 30        | 15        |                    | 1                  | 0                  |                      | -                    | -                    |               |               |               | 31     | 15     |
| 1999–00              | «Лаціо»              | A         | 22        | 7         | КІ                 | 6                  | 3                  | ЛЧ                   | 11                   | 9                    | СК            | 1             | 0             | 40     | 19     |
| 2000–01              | «Лаціо»              | A         | 13        | 4         | КІ                 | 1                  | 0                  | ЛЧ                   | 9                    | 3                    | СІ            | 0             | 0             | 23     | 7      |
| 2001–02              | «Лаціо»              | A         | 20        | 5         | КІ                 | 2                  | 1                  | ЛЧ                   | 6                    | 0                    |               | -             | -             | 28     | 6      |
| 2002–03              | «Лаціо»              | A         | 18        | 4         | КІ                 | 3                  | 1                  | КУЄФА                | 8                    | 4                    |               | -             | -             | 29     | 9      |
| 2003–04              | «Лаціо»              | A         | 24        | 6         | КІ                 | 4                  | 1                  | ЛЧ                   | 5                    | 3                    |               | -             | -             | 33     | 10     |
| 2004–05              | «Лаціо»              | A         | 12        | 1         | КІ                 | 1                  | 0                  | КУЄФА                | 3                    | 1                    | СІ            | 0             | 0             | 16     | 2      |
| 2004–05              | «Сампдорія»          | A         | 5         | 0         | КІ                 | 2                  | 0                  |                      | -                    | -                    |               | -             | -             | 7      | 0      |
| 2005–06              | «Лаціо»              | A         | 7         | 0         | КІ                 | 2                  | 1                  | Інт                  | 0                    | 0                    |               | -             | -             | 9      | 1      |
| 2006–07              | «Лаціо»              | A         | 5         | 0         | КІ                 | 0                  | 0                  |                      | -                    | -                    |               | -             | -             | 5      | 0      |
| 2007–08              | «Аталанта»           | A         | 19        | 0         | КІ                 | 0                  | 0                  |                      | -                    | -                    |               | -             | -             | 19     | 0      |
| 2008–09              | «Лаціо»              | A         | 9         | 1         | КІ                 | 1                  | 0                  |                      | -                    | -                    |               | -             | -             | 10     | 1      |
| 2009–10              | «Лаціо»              | A         | 3         | 0         | КІ                 | 0                  | 0                  | ЛЄ                   | 0                    | 0                    | СІ            | 0             | 0             | 3      | 0      |
| Усього за «Лаціо»    | Усього за «Лаціо»    |           | 132       | 28        |                    | 20                 | 7                  |                      | 43                   | 20                   |               | 1             | 0             | 196    | 55     |
| Усього за кар'єру    | Усього за кар'єру    |           | 162       | 63        |                    | 23                 | 7                  |                      | 43                   | 20                   |               | 1             | 0             | 329    | 90     |

### Статистика виступів за збірну
| Дата       | Місто     | Господарі | Результат | Гості   | Турнір           | Голи | Примітки |
| ---------- | --------- | --------- | --------- | ------- | ---------------- | ---- | -------- |
| 29-3-2000  | Барселона | Іспанія   | 2 – 0     | Італія  | товариський матч | -    | 60'      |
| 15-11-2000 | Турин     | Італія    | 1 – 0     | Англія  | товариський матч | -    | 61'      |
| 16-11-2003 | Анкона    | Італія    | 2 – 0     | Румунія | товариський матч | -    | 55'      |
| Усього     |           | Матчів    | 3         |         | Голів            | 0    |          |

## Тренерська статистика
Станом на 25 грудня 2023
| Team             | Nat.   | From          | To             | Record | Record | Record | Record | Record | Record | Record | Record |
| Team             | Nat.   | From          | To             | М      | Пер    | Н      | П      | ГЗ     | ГП     | Різ    | Пер %  |
| ---------------- | ------ | ------------- | -------------- | ------ | ------ | ------ | ------ | ------ | ------ | ------ | ------ |
| «Лаціо»          | Італія | 3 квітня 2016 | 27 травня 2021 | 251    | 134    | 45     | 72     | 463    | 325    | +138   | 53,39  |
| «Інтернаціонале» | Італія | 1 липня 2021  | донині         | 133    | 86     | 23     | 24     | 257    | 114    | +143   | 64,66  |
| Усього           | Усього | Усього        | Усього         | 384    | 220    | 68     | 96     | 720    | 439    | —      | 57,29  |

## Титули і досягнення

### Як гравця
- Чемпіон Італії (1):

«Лаціо»: 1999–00
- Володар Кубка Італії (3):

«Лаціо»: 1999–00, 2003–04, 2008–09
- Володар Суперкубка Італії (2):

«Лаціо»: 2000, 2009
- Володар Суперкубка УЄФА (1):

«Лаціо»: 1999

### Як тренера
- Чемпіон Італії (1):

«Інтернаціонале»: 2023–24
- Володар Суперкубка Італії (5):

«Лаціо»: 2017, 2019: «Інтернаціонале»: 2021, 2022, 2023
- Володар Кубка Італії (3):

«Лаціо»: 2018-19: «Інтернаціонале»: 2021–22, 2022–23